# 연진 전투
연진 전투(延津之戰, 연진지전)는 후한말 군벌 조조와 원소가 격돌한 관도 전역의 두 번째 전면전이다. 황하 남안의 연진이 전장이었다. 바로 직전의 백마 전투에서 원소군의 숙장인 안량이 전사함에 이어 연진 전투에서 또다른 숙장 문추가 전사함으로 인하여 원소군의 사기는 크게 저하하였고, 이는 뒤이은 본 게임인 관도대전에 큰 영향을 미쳤다.
소설 《삼국지연의》에서는 관우가 문추의 목을 베었다고 하지만, 관우가 연진 전투에 참여했다는 기록은 없다. 문추는 난전 중에 사망했으며, 누가 문추를 죽였는지는 불확실하다.